# 통가의 국가

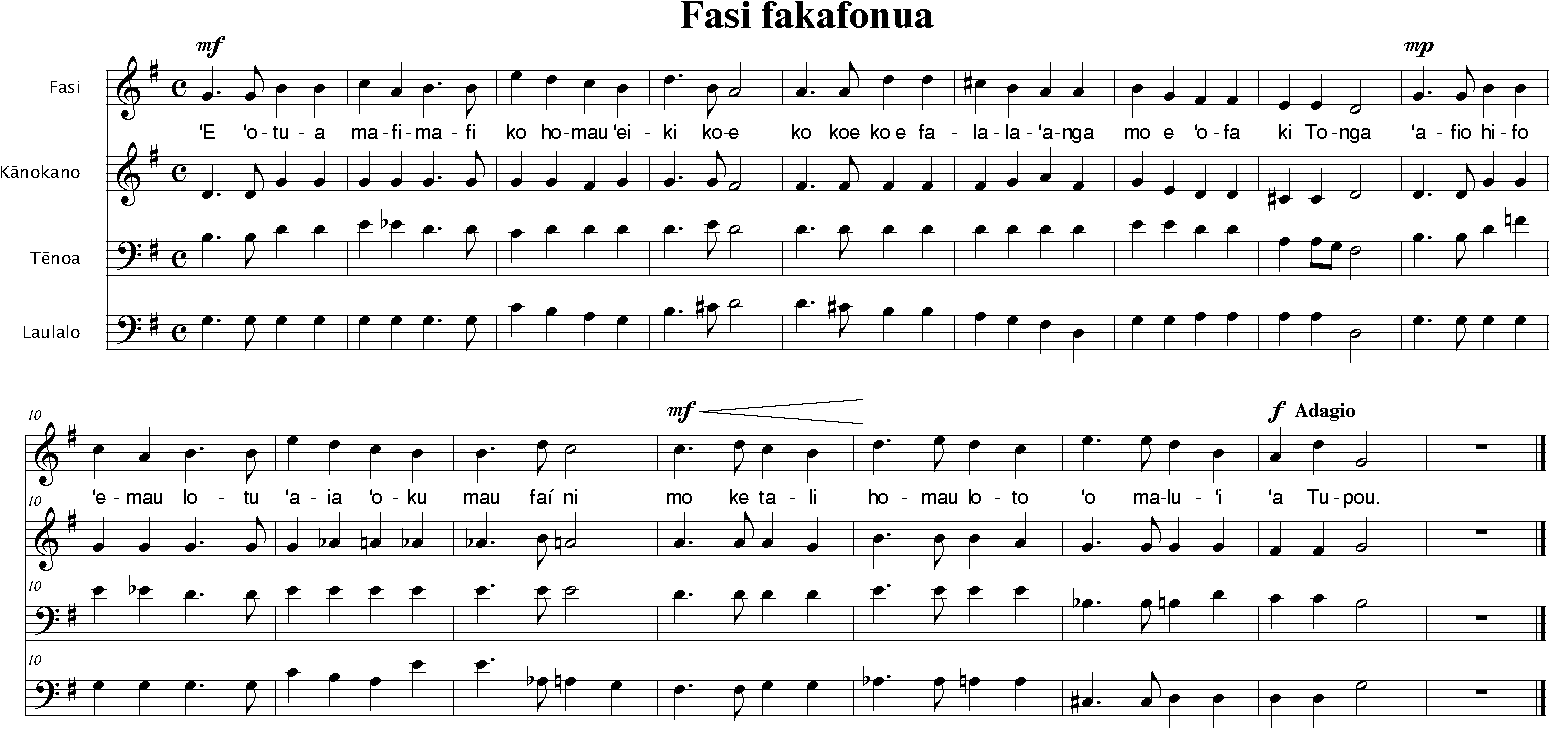
악보 보기

통가 제도의 왕을 위한 노래(통가어: Ko e Fasi ʻo e Tuʻi ʻo e ʻotu Tonga 코 에 파시 오 에 투이 오 에 오투 통아)는 통가의 국가(Fasi fakafonua 파시 파카포누아)이다. 우엘링아토니 응우 투포우말로히(통가어: Uelingatoni Ngū Tupoumalohi) 왕자가 작사하고 스웨덴인인 카를 구스타부스 슈미트(스웨덴어: Karl Gustavus Schmitt)가 작곡하였다. 1874년에 처음으로 국가로 사용하기 시작하여 오늘에 이르고 있다.

## 통가어가사
ʻE ʻotua māfimafi, (에 오투아 마피마피)
ko homau ʻeiki koe. (코 호마우 에이키 코에)
ko koe ko e falalaʻanga, (코 코에 코 에 팔랄라앙아)
mo e ʻofa ki Tonga. (모 에 오파 키 통아)
ʻAfio hifo ʻemau lotu, (아피오 히포 에마우 로투)
ʻaia ʻoku mau faí ni. (아이아 오쿠 마우 파이 니)
mo ke tali homau loto, (모 케 탈리 호마우 로토)
ʻo maluʻi ʻa Tupou. (오 말루이 아 투포우)

## 해석

### 한국어 평역
하늘에 계시는 전능한 주여,

그대는 우리의 주이시자 보호자시니,

그대를 따르는 우리의 선행과,

그대가 살피시는 통가를 위하여.
우리의 기도를 들어주소서,

그대는 보이지 않게 이 땅을 축복하시니.

우리의 진심된 탄원을 들어주시고,

우리 왕 투포우를 구원하소서.

### 한국어 직역
오, 가장 전지전능한 주여,
그대는 우리의 주라.
그대는 기둥이며,
통가를 향한 사랑이라.
우리의 기도를 내려다 보오.
지금 그리하고 있나이다.
그리고 우리의 소원을 들어주길,
또한 투포우를 구하시라는 말씀이라.